# Pädagogische Hochschule
Die Pädagogischen Hochschulen, auch Pädagogische Universitäten, haben in den verschiedenen Ländern eine unterschiedliche Entwicklung genommen, einen unterschiedlichen Status erreicht und unterschiedliche Forschungs- und Bildungsaufgaben übertragen bekommen.
In Deutschland sind die heute noch bestehenden Pädagogischen Hochschulen sich selbst verwaltende Zentren der Bildungswissenschaften mit uneingeschränktem Promotions- und Habilitationsrecht im Universitätsrang. Sie können entsprechend auch die Bezeichnungen University of Education (siehe Pädagogische Hochschule Karlsruhe) oder Université des Sciences de l’Éducation (siehe Pädagogische Hochschule Freiburg) im Namen führen. Die staatlich übertragenen Aufgaben in Forschung und Lehre werden eigenverantwortlich wahrgenommen. Wissenschaftlicher Schwerpunkt ist die Lehr- und Lernforschung.
In Österreich sind die Pädagogischen Hochschulen für die Ausbildung von Lehrern an Pflichtschulen und Berufsschulen sowie für die Fortbildung von Lehrern aller Schularten zuständig. Zudem wirken sie in gemeinsam mit Universitäten durchgeführten Studiengängen an der Ausbildung von Lehrern für Höhere Schulen mit. Als Regelabschluss wird der Bachelor of Education bzw. der Master of Education verliehen.
In der Schweiz zählen die Pädagogischen Hochschulen zu den Einrichtungen des tertiären Bildungsbereichs mit dem Auftrag von Forschung, Lehre und Gestaltung der Schulpraxis. Sie bilden Lehrer aus von der Primarstufe bis zur Sekundarstufe II und ermöglichen Abschlüsse wie den Bachelor oder Master. Die Forschungstätigkeit konzentriert sich auf den Bereich der Schule und ihrer pädagogischen und gesellschaftlichen Bezüge.
In China oder im Baltikum werden die Pädagogischen Hochschulen unter der Bezeichnung Pädagogische Universität geführt. Sie haben einen ähnlichen Status wie die Universitäten und gleichgestellten Hochschulen in Deutschland.

## Deutschland
Während in Baden-Württemberg die Pädagogischen Hochschulen universitäre Strukturen erhielten und in der Form erhalten blieben, wurden sie in den 1960er bis 1990er Jahren von den anderen Bundesländern teilweise in Universitäten umgewandelt oder in solche integriert. Die übrigen Pädagogischen Hochschulen sind den Universitäten statusmäßig gleichgestellt. Das Bildungsangebot umfasst heute alle Lebensaltersstufen von der Elementarpädagogik bis zur Erwachsenenbildung, von der Gesundheits- über die Kultur- bis zur Medienbildung. Die Diplom-, Bachelor-, Master- und Doktoratsstudiengänge qualifizieren für schulische und außerschulische Bildungsberufe.
Die Ausbildungsgänge umfassen grundsätzlich praktische und theoretische Studienteile. Pflichtfächer mit unterschiedlichen Anteilen sind Pädagogik, (Allgemeine und Schulpädagogik), Psychologie oder Soziologie, Fachwissenschaft und Fachdidaktik einzelner Fächer sowie Ausländerpädagogik und Gesundheitserziehung. In verschiedenen Praktika müssen Studierende des Lehramts Unterrichtsversuche an Ausbildungsschulen durchführen. Das Lehramtsstudium wird je nach Bundesland mit einer Staatsprüfung und/oder einem Masterabschluss beendet. Nach der Ersten Staatsprüfung kann die II. Phase der Lehrerausbildung, das sogenannte Referendariat, angetreten werden.
Die verschiedenen Studienabschlüsse werden nach unterschiedlichen Studiengängen angeboten. Dazu muss eine in den Studien- und Prüfungsordnungen festgelegte Abfolge von Lehrveranstaltungen und Leistungsnachweisen studiert werden.

### Geschichte
Die Ausbildung der Volksschullehrer fand im 19. Jahrhundert in Lehrerseminaren statt. Auch mussten die Seminaristen zunächst kein Abitur haben. Für die Lehrerausbildung in Schulseminaren entstanden jedoch bereits im letzten Viertel des 18. Jahrhunderts auf Pädagogik spezialisierte Bildungsangebote an Universitäten und (beginnend mit Ernst Christian Trapp) die ersten Lehrstühle für Pädagogik.

#### Weimarer Republik
In der Weimarer Republik standen sich Befürworter einer Universitätsausbildung aller Lehrer (vor allem der überparteiliche Deutsche Lehrerverein) und einer Lehrerausbildung an reinen Bildungshochschulen (vor allem der Berliner Philosoph und Pädagoge Eduard Spranger) gegenüber. Die Reichsregierung verzichtete auf ein einheitliches Lehrerbildungsgesetz zugunsten der konfessionellen Bindung der Ausbildungsstätten, für die sich die Deutsche Zentrumspartei einsetzte.
In Preußen entstanden nach dem von Kultusminister Carl Heinrich Becker erwirkten Beschluss vom 30. Juni 1925 insgesamt 15 Pädagogische Akademien, für die ein Abitur Zugangsvoraussetzung war. Sie sollten in zwei Jahren zur Berufstätigkeit führen. Mehrheitlich waren sie konfessionell orientiert, so die erste katholische in Bonn und die evangelischen in Elbing (Westpreußen) und Kiel ab 1926. Die erste simultane Ausbildung, die auch Juden offenstand, fand ab 1927 in Frankfurt am Main statt, unter dem Boykott der katholischen Bischöfe, die den katholischen Studierenden die Erlaubnis zum Religionsunterricht verweigerten. Wegen der Weltwirtschaftskrise wurden bereits 1932 erste Akademien wieder geschlossen, z. B. die erst 1930 gegründete Pädagogische Akademie Stettin, ferner in Altona, Breslau, Cottbus, Erfurt, Frankfurt (Oder), Hannover und Kassel. Bestehen blieben nach 1932 die Akademien in Beuthen, Bonn, Dortmund, Elbing, Frankfurt am Main, Halle (Saale) und Kiel, alle ab April 1933 als Hochschule für Lehrerbildung. Dahinter stand auch ein spezielles Hochschulbauprogramm, das den Akademien ein eigenes Gepräge geben sollte.
Wie in Preußen wurde die Ausbildung von Lehrern im Freistaat Oldenburg am 27. März 1929 durch die Errichtung der Pädagogischen Akademie in Oldenburg (Olbg.) organisiert. In anderen Ländern wurde die Ausbildung teilweise den Universitäten oder Technischen Hochschulen (integriert oder als Pädagogisches Institut) angegliedert (vor allem Sachsen/Pädagogisches Institut Dresden und Pädagogisches Institut Leipzig, Thüringen/Universität Jena, Hamburg (1929) und Mecklenburg/Pädagogisches Institut Rostock). In Thüringen setzte der sozialistische Bildungsminister Greil die akademische Lehrerbildung gegen großen Widerstand besonders wegen der Berufung Mathilde Vaertings durch. Andere Länder behielten ihre traditionelle seminaristische Lehrerausbildung bei (Württemberg, Bayern). Baden gründete nach langer Debatte ab 1926 drei Lehrerbildungsanstalten in Karlsruhe (simultan), Freiburg i. Br. (kath.) und Heidelberg (ev.), für die das Abitur die Regel, aber nicht zwingend war.

#### Zeit des Nationalsozialismus
Die preußischen Pädagogischen Akademien verloren mit dem nationalsozialistischen Machtantritt 1933 einen Großteil ihrer Dozenten, weil diese sich zur Republik bekannt hatten. Doch gab es bereits vorher etliche Dozenten mit einer Nähe zum Nationalsozialismus, wie in Frankfurt/M. bzw. Dortmund Ernst Krieck, der in der Nachfolge Sprangers für eine reine Lehrerbildnerschule eintrat. Aus den Akademien wurden zunächst Hochschulen für Lehrerbildung (HfL), die teilweise in kleinere Landstädte verlagert wurden, so aus Frankfurt/M. nach Weilburg (Lahn) und die besonders fortschrittsorientierte aus Halle (Saale) (Leiter: Julius Frankenberger) nach Hirschberg in Niederschlesien (Leiter: Herbert Freudenthal). Daneben wurden andere wieder eingerichtet wie in Cottbus oder Frankfurt (Oder). In Braunschweig entstand die Bernhard-Rust-Hochschule. Auch die Gymnasiallehrerausbildung sollte an die HfL delegiert werden. In Berlin bestand von 1934 bis 1938 eine Jüdische Lehrerbildungsanstalt unter Fritz Bamberger, die aus der Hochschule für die Wissenschaft des Judentums hervorging, aber schließlich liquidiert wurde. Von 1864 bis 1938 gab es in Würzburg für Bayern eine Israelitische Lehrerbildungsanstalt.
Ab 1941 entstanden auf „Führerbefehl“ Hitlers vom November 1940 zahlreiche nichtakademische Lehrerbildungsanstalten, die vornehmlich auf weltanschaulichen Drill und Sport ausgerichtet waren. Hier sollten Jungen und Mädchen nach der Volksschule, aber auch Berufssoldaten ohne Abitur, aufgenommen werden, um den erwarteten Nachkriegsbedarf an Lehrern abzudecken.

#### Nach 1945
Nach 1945 sind die Pädagogischen Hochschulen aus den ehemaligen Pädagogischen Akademien, Lehrerbildungsanstalten und anderen Einrichtungen der Lehrerausbildung entstanden. Am 1. Oktober 1945 öffnete die Oldenburger Pädagogische Akademie als erste im Nachkriegsdeutschland, 1948 wurde sie in Pädagogische Hochschule Oldenburg umbenannt. Um 1960 wurden je nach Landesrecht die nach 1945 wieder gegründeten Pädagogischen Akademien in Pädagogische Hochschulen umbenannt. Die Ausbildung verlängerte sich überall von vier auf sechs Semester. Durch das „Gesetz über die Rechtsstellung der Pädagogischen Hochschulen“ wurden sie um 1970 meist zu Wissenschaftlichen Hochschulen aufgewertet oder in bestehende integriert. Mit der Übertragung des Promotionsrechts in den sechziger und siebziger Jahren, der Erlangung des Habilitationsrechts und der Einführung universitärer Strukturen erreichten sie bis Anfang der neunziger Jahre universitären Status.

### Baden-Württemberg
In Verbindung mit Forschungsaufgaben in der Erziehungswissenschaft und in den Fachdidaktiken besitzen die Pädagogischen Hochschulen in Baden-Württemberg das uneingeschränkte Promotionsrecht und Habilitationsrecht. Sie tragen auch die Bezeichnung University of Education (Heidelberg, Karlsruhe, Ludwigsburg, Schwäbisch Gmünd, Weingarten) oder Université des Sciences de l'Éducation (Freiburg) in ihrem Namen, insbesondere bei ihren internationalen Kontakten. Jede Hochschule des Landes hat mit einem speziellen Bildungsangebot ihr eigenes Profil entwickelt, sodass in Baden-Württemberg eine sehr differenzierte akademische Bildungslandschaft entstehen konnte.
Seit Einführung des Bachelor-Master-Studiums erfolgt die Ausbildung von Berufsschullehrern nicht mehr ausschließlich an Universitäten. So bietet zum Beispiel die Pädagogische Hochschule Heidelberg, in Kooperation mit der Technischen Hochschule Mannheim, einen Studiengang zum Höheren Lehramt an beruflichen Schulen an mit den beiden Fächern Elektrische Energietechnik und Informations- und Systemtechnik.
Dies ist auch möglich
- an der Pädagogischen Hochschule Freiburg in Kooperation mit der Hochschule Offenburg
- an der Pädagogischen Hochschule Ludwigsburg in Kooperation mit der Hochschule Esslingen
- an der Pädagogischen Hochschule Schwäbisch Gmünd in Kooperation mit der Hochschule Aalen und individualisiertes Lernen
- an der Pädagogischen Hochschule Weingarten in Kooperation mit der Hochschule Ravensburg-Weingarten.

Die Pädagogische Hochschule Karlsruhe schuf in der Region einen Schwerpunkt mit dem Europalehramt und bietet Masterstudiengänge in Bildungswissenschaften und Interkultureller Bildung an.
Folgende Pädagogische Hochschulen existierten bis 1984:
- Pädagogische Hochschule Esslingen, Esslingen am Neckar (1984 aufgelöst)
- Pädagogische Hochschule Freiburg, Freiburg im Breisgau
- Pädagogische Hochschule Heidelberg, Heidelberg
- Pädagogische Hochschule Karlsruhe, Karlsruhe
- Pädagogische Hochschule Lörrach, Lörrach (1984 aufgelöst)
- Pädagogische Hochschule Ludwigsburg, Ludwigsburg
- Pädagogische Hochschule Reutlingen, Reutlingen (als selbstständige Hochschule 1987 aufgelöst, bis zur Verlegung nach Ludwigsburg 2015 als Fakultät für Sonderpädagogik der PH Ludwigsburg angegliedert)
- Pädagogische Hochschule Schwäbisch Gmünd, Schwäbisch Gmünd
- Pädagogische Hochschule Weingarten, Weingarten

### Bayern
Die Pädagogischen Hochschulen waren etwa von 1958 bis 1970 quasi-universitäre Einrichtungen zur Ausbildung der Volksschullehrer. Eine sechssemestrige Ausbildung an einer PH konnte in dieser Zeit nur mit allgemeiner Hochschulreife besucht werden und hatte bis 1967 einen bekenntnismäßigen Charakter, war also römisch-katholisch oder evangelisch ausgerichtet. Ein Promotionsrecht besaßen die PH nicht. Im Juli 1970 sah das „Gesetz zur Änderung des Lehrerbildungsgesetzes“ vor, dass sie bis August 1972 aufzulösen bzw. in die erziehungswissenschaftlichen Fachbereiche der Landesuniversitäten einzugliedern waren.
Nach dem Ende der geistlichen Schulaufsicht im bayerischen Königreich sah bereits die Verfassung des Deutschen Reichs von 1919 für die Volksschullehrer einen höheren Ausbildungsgang vor. Dennoch wurden die bayerischen Lehrer in der Zeit der Weimarer Republik, ebenso wie die in Baden und Württemberg, weiterhin an konfessionell ausgerichteten Lehrerbildungsanstalten ausgebildet. Pläne zur Einrichtungen von „Pädagogischen Akademien“ oder Reformbestrebungen, die eine universitäre Ausbildung forderten, wurden nicht umgesetzt. Der von 1920 bis 1926 amtierende Kultusminister Franz Matt (BVP) setzte sich für die Beibehaltung der Ausbildung an Seminaren ein und opponierte erfolgreich gegen eine Schaffung von Hochschulen oder Universitäten zur Lehrerbildung. Matt vertrat die Ansicht, dass ein Volksschullehrer an einer Hochschule nur Dinge lerne, „die der Lehrer nicht braucht und nicht brauchen kann.“ Die konfessionelle Lehrerbildung wurde auch im Bayerischen Konkordat von 1924 in Artikel 5 festgeschrieben.
In der NS-Zeit wurden im Zuge der sogenannten Gleichschaltung zum Ende des Schuljahres 1934/1935 alle bayerischen Lehrerbildungsanstalten (Freising, Straubing, Kaiserslautern, Speyer, Amberg, Bamberg, Coburg, Eichstätt, Schwabach, Lauingen, Erlangen, Aschaffenburg und München) aufgehoben. An ihre Stelle traten die „Deutschen Aufbauschulen“ in Pasing, Bayreuth und Würzburg, die als akademische Hochschulen geführt wurden. Im Jahre 1941 wurde die Ausbildungszeit auf drei Semester reduziert und die Hochschulen zu Lehrerbildungsanstalten ohne Hochschulcharakter abgestuft.
Nach dem Ende des Zweiten Weltkriegs nahmen die Lehrerbildungsanstalten mit den Lehrplänen von 1931 wieder ihren Dienst auf. Die bildungspolitischen Pläne der amerikanischen Militärregierung sahen jedoch vor, die Ausbildung der Volksschullehrer an Hochschulen zu verlagern. Ebenso forderte der Alliierte Kontrollrat in der Direktive NR. 54, dass die Lehrerbildung an Universitäten oder an Pädagogischen Instituten mit universitärem Rang stattfinden soll. Da die bayerischen Behörden diesen Anweisungen trotz mehrfacher Aufforderungen nicht folgten, befahl die Militärregierung 1948 die Bildung einer Kommission. Diese sollte bis zum Beginn des folgenden Jahres detaillierte Pläne für die Lehrerausbildung auf Universitätsniveau vorlegen. Im April 1949 ordnete das bayerische Kultusministerium an, dass die Lehrerbildungsanstalten in den nächsten Jahren in höhere Schulen umzuwandeln sind. Diese wurden daraufhin zunächst als „Oberschule in Kurzform“ bezeichnet. Die konkrete Umsetzung dieser Anordnung ließ auf sich warten, unter anderem wegen der strittigen Fragen um die konfessionelle Ausrichtung der Einrichtungen. Der laufende Ausbildungsbetrieb wurde deshalb mit diversen Übergangslösungen aufrechterhalten, bis im Juni 1954 die viersemestrige Ausbildung an einem „Institut für Lehrerbildung“, auch „Deutsches Gymnasium“ genannt, beschlossen wurde. Im Juni 1958 erließ der Landtag nach zum Teil heftigen schulpolitischen Kämpfen das „Gesetz über die Ausbildung für das Lehramt an Volksschulen“. Dieses Gesetz sah vor, dass die bestehenden Institute in selbständige Einrichtungen der Landesuniversitäten umgewandelt und fortan als „Pädagogische Hochschulen“ (PH) bezeichnet wurden. Als sein Wegbereiter gilt der damalige Kultusminister und ehemalige NS-Jurist Theodor Maunz.
Seit dieser Zeit findet die Ausbildung der bayerischen Volksschullehrer an Universitäten statt.
Folgende Pädagogische Hochschulen existierten bis 1972:
- Pädagogische Hochschule Augsburg der Ludwig-Maximilians-Universität München (zur Universität Augsburg)
- Pädagogische Hochschule Bamberg (zur Otto-Friedrich-Universität Bamberg)
- Pädagogische Hochschule Bayreuth (zur PH Nürnberg, 1972 zur Friedrich-Alexander-Universität Erlangen-Nürnberg, 1975 zur Universität Bayreuth)
- Pädagogische Hochschule Eichstätt (zur Katholischen Universität Eichstätt-Ingolstadt)
- Pädagogische Hochschule München-Pasing (zur Ludwig-Maximilians-Universität München)
- Pädagogische Hochschule Nürnberg (zur Friedrich-Alexander-Universität Erlangen-Nürnberg)
- Pädagogische Hochschule Regensburg (zur Universität Regensburg)
- Pädagogische Hochschule Würzburg (zur Julius-Maximilians-Universität Würzburg)

Eine Besonderheit stellte dabei die Otto-Friedrich-Universität Bamberg dar. Diese wurde erst durch die Zusammenlegung der Philosophisch-Theologischen und der Pädagogischen Hochschule als Gesamthochschule Bamberg gegründet.
Die im Jahr 1978 gegründete Universität Passau erhielt als einzige Universität in Bayern eine pädagogische Fakultät, welche nicht aus einer Pädagogischen Hochschule hervorging.
Die im Jahr 1975 gegründete Universität Bayreuth besitzt dagegen trotz des Angebots von Lehramtsstudiengängen bis heute als einzige Universität Bayerns keine pädagogische Fakultät. An der Friedrich-Alexander-Universität Erlangen-Nürnberg wurde die ehemalige Erziehungswissenschaftliche Fakultät in Nürnberg inzwischen zu einem Department Pädagogik der Philosophischen Fakultät.

### Berlin
- Die Pädagogische Hochschule Berlin oder PH Berlin bestand von 1946 bis 1980.

Seit 1959 wandelte sich die PH zu einer wissenschaftlichen Hochschule, die in einigen Bereichen das Promotions- und Habilitationsrecht erlangte. Die PH Berlin wurde zum 1. April 1980 in die Berliner Hochschulen Freie Universität (FU), Technische Universität (TU) und Hochschule der Künste (HdK) integriert.

### Bremen
Die Pädagogische Hochschule Bremen wurde 1947 als Nachfolgerin für das Bremer Lehrerseminar (1810/1821–1926) bzw. Pädagogische Seminar (1945–1949) gegründet. Seit 1950 betrug die Studiendauer sechs Semester. 1966 studierten hier 850 angehende Lehrer. In den 1960er Jahren begann eine Diskussion über die zukünftige Ausrichtung der Lehrerausbildung. Die Konflikte führten zu einem Wechsel in der Hochschulleitung und Job-Günter Klink wurde 1966 Leiter der PH. Mit ihm setzte sich die Auffassung einer wissenschaftlichen Ausrichtung durch. Von 1971 bis 1973 folgte die Integration der Pädagogischen Hochschule in die Universität Bremen, in der aktuell (2010) der Fachbereich 12: Erziehungs- und Bildungswissenschaften besteht.

### Hochschulen für Erziehung in Hessen
Die bereits 1945/46 gegründeten Pädagogischen Institute wurden in Hessen von 1960 bis 1963 aufgelöst, die nachfolgenden Hochschulen für Erziehung 1967 in die Universitäten eingegliedert.
- Hochschule für Erziehung Frankfurt am Main (HfE, gegr. 1960) als Abteilung für Erziehungswissenschaften 1967 zur Johann Wolfgang Goethe-Universität Frankfurt am Main
- Hochschule für Erziehung Gießen (gegr. 1960), 1967 zur Justus-Liebig-Universität Gießen
- Pädagogisches Institut Weilburg (gegr. 1946), 1963 zur HfE Gießen
- Pädagogisches Institut Darmstadt/Jugenheim (gegr. 1946) zur HfE Frankfurt am Main 1963
- Pädagogisches Institut Kassel (gegr. 1946) zum Pädagogischen Fachinstitut Kassel (1963–1977), 1978 zur Gesamthochschule Kassel

### Niedersachsen
Hochschulen für Lehrkräfte an Volks- und Realschulen wurden nach dem Zweiten Weltkrieg als Pädagogische Akademien neu gegründet. 1962 wurden sie zu Pädagogische Hochschulen umbenannt. 1969 wurden sie organisatorisch zur Pädagogischen Hochschule Niedersachsen (PHN) zusammengefasst. Die zentrale Verwaltung und das Rektorat wurden in Hannover angesiedelt, die ehemals selbständigen Hochschulen wurden zu Abteilungen (geleitet von einem Dekan) umstrukturiert. Damit sollte eine zentrale Vergabe der Studienplätze zwecks gleichmäßigerer Auslastung der Standorte und anschließend eine möglichst gleichmäßige Verteilung der Absolventen auf die Schulen im Lande Niedersachsen erfolgen. Außerdem wurden die Studienordnungen und das Prüfungswesen vereinheitlicht. Mit der Integration bzw. Umwandlung der PHn in die Universitäten wurde die PH Niedersachsen aufgelöst:
- PH Alfeld (Leine) – zu Hildesheim 1969
- PH Braunschweig – zur PH Niedersachsen 1969 – zur TU Braunschweig 1978
- Pädagogische Akademie Adolf-Reichwein-Hochschule Celle – mit gleichem Namen Verlagerung nach Osnabrück 1953
- PH Göttingen – zur PH Niedersachsen 1969 – zur Universität Göttingen 1978
- PH Hannover – zur PH Niedersachsen 1969 – zur Universität Hannover 1978
- PH Hildesheim – zur PH Niedersachsen 1969 – zur Hochschule Hildesheim 1978
- PH Lüneburg – zur PH Niedersachsen 1969 – zur Hochschule Lüneburg 1978
- PH Oldenburg – zur PH Niedersachsen 1969 – zur Universität Oldenburg 1974
- PH Osnabrück – zur PH Niedersachsen 1969 – zur Universität Osnabrück 1974
- PH Vechta – zur PH Niedersachsen 1969 – zur Universität Osnabrück 1974
- PH Wilhelmshaven – Einstellung 1969

### Nordrhein-Westfalen
Nach dem gleichnamigen Vorbild im Preußen der Weimarer Republik wurden nach 1945 Pädagogische Akademien gegründet, die eine hochschulmäßige Ausbildung der Volksschullehrer gewährleisteten. Eine Gleichstellung mit der Universität wurde lange nicht erwogen. Die Ausbildung blieb konfessionell ausgerichtet. Am 18. November 1946 begann die Kölner Akademie mit 13 Dozenten und 194 Studenten ihren Lehrbetrieb.
Lange hatten die Akademien keinen eigenständigen Rechtscharakter, sie bildeten Institute unter dem Kultusministerium. Erst die Vorläufige Satzung der Pädagogischen Akademien des Landes NRW von 1954 begann mit einer Rektoratsverfassung und einem eingeschränkten Selbstergänzungsrecht der Professorenschaft eine hochschulmäßige Umgestaltung. Ein Schritt zur Verwissenschaftlichung der Akademien war die Verlängerung des vier- zum sechs-semestrigen Studium, die Anforderung eines breiter angelegten erziehungswissenschaftlichen Anteils und die Einführung eines Wahlfaches mit fachwissenschaftlichem Bezug durch die Studien- und Prüfungsordnung von 1957.
Die Umbenennung in Pädagogische Hochschule (1962) blieb zuerst nur nominell. Mit der bildungspolitischen Gesetzgebung der Jahre 1965 bis 1970 erreichten die Pädagogischen Hochschulen in NRW zumindest formal den Rang wissenschaftlicher Einrichtungen. Mit dem Ende der konfessionellen Bindung (1969), der besoldungsrechtlichen Gleichstellung von PH-Professoren und Universitätsprofessoren sowie der Verleihung des Diplomierungs-, Habilitations- (1968) und Promotionsrechts (1970) wurden sie wissenschaftliche Hochschulen.
- Pädagogische Hochschule Rheinland (1965–1980)
  - Abteilung Aachen (1946 als Pädagogische Akademie (katholisch); Pädagogische Hochschule 1962 bis 1980, zur Rheinisch-Westfälischen Technischen Hochschule Aachen)
  - Abteilung Bonn (Entstehung 1926; Schließung und Neuorganisation 1933; Umbenennung „Hochschule für Lehrerbildung“; 1939 geschlossen; 1941 Wiederaufnahme des Lehrbetriebs als „Lehrerbildungsanstalt Bonn“; 1946 Wiedereinrichtung der simultanen „Pädagogischen Akademie“; 1962 umbenannt in Pädagogische Hochschule; 1965 Eingliederung als Abteilung Bonn in die Pädagogische Hochschule Rheinland; 1980 zur Rheinischen Friedrich-Wilhelm-Universität)
  - Abteilung Köln (Entstehung als Pädagogische Akademie Köln (katholisch) 1946; Pädagogische Hochschule seit 1962; Pädagogische Hochschule Rheinland, Abteilung Köln seit 1965; 1980 zur Universität zu Köln)
  - Abteilung Neuss (1980 zur Universität Düsseldorf)
  - Abteilung Wuppertal (1946 als Pädagogische Akademie (evangelisch) gegründet; 1972 zur Bergischen Universität Wuppertal)

- Pädagogische Hochschule Ruhr (1965–1980)
  - Pädagogische Hochschule Kettwig/Duisburg – Die Pädagogische Akademie Kettwig (evangelisch seit 13. März 1946), seit 1962 PH, 1965 zur PH Ruhr, wurde 1968 aus Kettwig (ab 1975 Stadtteil von Essen) in einen Neubau nach Duisburg verlagert und erhielt den Namen „Pädagogische Hochschule Ruhr, Abteilung Duisburg“. Sie ging 1972 auf in die Universität Duisburg.
  - Pädagogische Hochschule Dortmund (Gründung der Pädagogischen Akademie Dortmund 1929; 1933 durch Umbenennung Hochschule für Lehrerbildung; 1941 Lehrerbildungsanstalt; 1946 wieder Pädagogische Akademie Dortmund; 1965 PH Ruhr, Abteilung Dortmund; zugleich Abteilung für Heilpädagogik in Dortmund; 1980 zur Universität Dortmund)
  - Pädagogische Hochschule Essen (seit 29. Januar 1946 Pädagogische Akademie (katholisch); 1965 zur PH Ruhr; 1972 zur Gesamthochschule Essen)
  - Abteilung Hagen (1963 als PH neu gegründet, 1965 zur PH Ruhr, 1980 zur Universität Dortmund)
  - Abteilung Hamm (zur PH Ruhr, 1980 zur Universität Dortmund)

- Pädagogische Hochschule Westfalen-Lippe (1965–1980)
  - Abteilung Münster (I und II, 1965–1980, zur Westfälischen Wilhelms-Universität Münster)
  - Abteilung Bielefeld (1965–1980, zur Universität Bielefeld)
  - Abteilung Paderborn (1965–1972, zur Gesamthochschule Paderborn)
  - Abteilung Siegerland (1965–1972, zur Gesamthochschule Siegen)

### Rheinland-Pfalz
- Nach 1945 wurden erst Pädagogische Akademien gegründet, die 1960 noch zu konfessionell ausgerichteten Pädagogischen Hochschulen erhoben wurden. Standorte waren Koblenz, Landau in der Pfalz, Mainz, Neuwied, Trier und Worms.
- 1969 wurde die Erziehungswissenschaftliche Hochschule Rheinland-Pfalz (EWH) aus Standorten der PH Mainz, Worms, Landau in der Pfalz und Koblenz gegründet. Daraus ging 1990 die Universität Koblenz-Landau hervor.
- Die PH Trier ging in die Universität Trier auf.

### Saarland
Die Pädagogische Hochschule Saarbrücken bestand von 1957 bis 1978: zunächst konfessionell getrennt an der Peter-Wust-Hochschule (kath.) und der Comenius-Hochschule (ev.), die 1969 zusammengelegt wurden. Seit 1978 findet die Lehrerausbildung auch für Hauptschulen an der Universität des Saarlandes statt.

### Schleswig-Holstein
- Die Pädagogische Hochschule Flensburg bestand von 1946 bis 1994 und war für die Lehrerausbildung (ohne Gymnasium) in Schleswig-Holstein zuständig. Ein wichtiger Professor war Friedrich Drenckhahn.
- 1926 wurde die Pädagogische Akademie Kiel gegründet. Diese wurde 1933 in Hochschule für Lehrerbildung umbenannt. Von 1941 bis 1945 trug die Hochschule den Namen Lehrerbildungsanstalt zu Kiel. An der Hochschule unter ihrem Direktor Ulrich Peters und dem Vizedirektor und Biologen Paul Brohmer war schon vor 1933 eine völkische Erziehung propagiert worden, so dass die nationalsozialistische „Machtergreifung“ begrüßt wurde.[20] Auch der nationalsozialistische Geschichtsdidaktiker Karl Alnor lehrte hier.[21] Im November 1933 unterzeichnete die Hochschule das Bekenntnis der deutschen Professoren zu Adolf Hitler.
- 1946 wurde eine Pädagogische Hochschule Kiel in der britischen Zone neu gegründet und existierte bis zur Integration in die Christian-Albrechts-Universität zu Kiel 1994. Gründungsrektor war der genannte Friedrich Drenckhahn,[22] letzter Rektor Winfried Ulrich.[23]

### DDR
In der Sowjetischen Besatzungszone wurden nach 1945 zahlreiche Neulehrer nach vier- bis achtmonatiger Ausbildung eingestellt. Trotzdem fehlten noch viele Lehrer, für die zunächst Ausbildungskapazitäten an den Pädagogischen Fakultäten der Universitäten geschaffen wurden. In Berlin und Potsdam nahmen erste Pädagogische Hochschulen 1948 ihre Tätigkeit auf. Seit 1949 wurden Unterstufenlehrer an Instituten für Lehrerbildung (IfL) ausgebildet, für die kein Abitur vorausgesetzt war. Für die höheren Klassen wurden sechs Pädagogische Institute ab 1952/53 zuständig. Die Studiendauer verlängerte sich dort 1955 von zwei auf drei, 1958/59 auf vier Jahre. Das Studium wurde den inhaltlichen und ideologischen Erfordernissen der 1959 neu geschaffenen POS angepasst. 1982 verlängerte sich die Ausbildungszeit auf fünf Jahre, das fünfte Jahr diente dem großen Schulpraktikum, das in der Funktion einem Referendariat nahekam.
In der DDR gab es die Pädagogischen Hochschulen von 1951 bis 1990 neben der Ausbildung an Universitäten für die Lehrkräfte der Polytechnischen Oberschule, Sonderschulen und Beruflichen Schulen (Qualifikation durch Zusatzausbildung nach der einheitlichen Lehrerausbildung). Standorte waren:
- PH „Karl Friedrich Wilhelm Wander“ Dresden – Pädagogisches Institut seit 1952, 1967 PH
- PH „Dr. Theodor Neubauer“ Erfurt/Mühlhausen – je ein Pädagogisches Institut seit 1953, 1969 PH mit Doppelstandort, 2001 in die neue Universität Erfurt integriert
- PH „Liselotte Herrmann“ Güstrow – Pädagogisches Institut seit 1952, 1972 PH, 1991 Eingliederung in die Universität Rostock, 1993 aufgelöst
- PH „N.K. Krupskaja“ Halle-Köthen – Pädagogisches Institut seit 1952, 1972/1974 PH, 1988 vereinigt
- PH „Clara Zetkin“ Leipzig – Pädagogisches Institut seit 1953, 1972 PH
- PH „Erich Weinert“ Magdeburg – Institut für Lehrerbildung seit 1951, 1972 PH
- PH „Edwin Hoernle“ Neubrandenburg – 1988 Verlegung des Pädagogischen Instituts aus Templin, Gründung der PH am 3. Oktober 1989, letzte Hochschulgründung der DDR, 1990 Auflösung
- PH „Karl Liebknecht“ Potsdam – Gründung als Brandenburgische Landeshochschule 1948, 1951 PH (größte der DDR), 1991 in die Universität Potsdam umgewandelt
- PH „Ernst Schneller“ Zwickau – Pädagogisches Institut in Karl-Marx-Stadt seit 1956, ab 1959 verlagert nach Zwickau, 1973 PH. 1992 als „Philosophische Fakultät“ in die Technische Universität Chemnitz als „Technische Universität Chemnitz-Zwickau“ zusammengelegt.

## Österreich
Mit dem Hochschulgesetz 2005, das mit Beginn des Studienjahres 2007/2008 in Kraft trat, wurde in Österreich mit den Pädagogischen Hochschulen ein neuer Hochschultypus für die Lehrerbildung geschaffen. Zuvor wurden akademische Einrichtungen für die Ausbildung für Lehrpersonen an Allgemeinen Pflichtschulen (APS) als Pädagogische Akademie (PÄDAK) bezeichnet. Für die Fort- und Weiterbildung waren Pädagogische Institute (PI) zuständig. Die Ausbildung von Religionslehrern an APS erfolgte an Religionspädagogischen Akademien (RPA), die Fort- und Weiterbildung an Religionspädagogischen Instituten (RPI). Die neuen Pädagogischen Hochschulen wurden auf Basis der Pädagogischen Akademien unter Einbezug der Pädagogischen Institute eingerichtet. Die Mehrzahl der Pädagogischen Hochschulen wird vom Bund getragen, daneben existieren aber auch noch kirchliche und private Pädagogische Hochschulen. Im Zuge verschiedener Reformschritte haben sich Pädagogische Hochschulen mittlerweile den Universitäten angenähert und bieten auch gemeinsame Studien mit Universitäten und anderen Hochschulen an, dennoch existieren weiterhin signifikante Unterschiede. Im Gegensatz zu den Universitäten und vergleichbaren Einrichtungen in Deutschland besitzen die Pädagogischen Hochschulen keine voll ausgebildete Autonomie und besitzen auch kein Promotionsrecht.
Ursprünglich bildeten Pädagogische Hochschulen Lehrer für Volksschulen, Hauptschulen, Neue Mittelschulen, Sonderschulen und Polytechnische Schulen aus, sowie Lehrer für berufsbildende Fächer (Berufsschullehrer, Lehrer für den technischen-gewerblichen Bereich, Lehrer für Informations- und Kommunikationspädagogik, Mode- und Designpädagogik und Lehrer für Ernährungspädagogik). Das Lehramt für die höheren und mittleren Schulen konnte nur an einer Universität studiert werden. Aufgrund des Bundesrahmengesetzes zur Einführung einer neuen Ausbildung für Pädagoginnen und Pädagogen (BGBl. I Nr. 124/2013) wurde die Pädagogenausbildung neu geregelt. Für das Lehramtsstudium Primarstufe (für Volksschullehrer) und das Lehramtsstudium Sekundarstufe Berufsbildung sind die Pädagogischen Hochschulen alleine zuständig. Das Lehramtsstudium Sekundarstufe (für Lehrer an Mittelschulen und AHS und für Lehrer für entsprechende Fächer an berufsbildenden Schulen) wird seither von den Universitäten und Pädagogischen Hochschulen gemeinsam geführt. Seit dem Bundesrahmengesetz werden alle Lehramtsstudien in einem der Hochschulcluster „Verbund Mitte“, „Verbund Nord-Ost“, „Verbund Süd-Ost“ und „Verbund West“ geführt.

## Schweiz
Die Pädagogischen Hochschulen der Schweiz sind Einrichtungen des tertiären Bildungsbereichs. Sie bedienen die Lehrerbildung vom Primarbereich bis zur Sekundarstufe II. Die verschiedenen Institute jeder Hochschule befördern Forschung, Lehre und Schulpraxis, wobei die Institution Schule mit ihren pädagogischen und gesellschaftlichen Bezügen im Zentrum des Aufgabenfeldes steht.
- Pädagogische Hochschule Bern (PHBern), Bern
- Haute école pédagogique des cantons de Berne, du Jura et de Neuchâtel (HEP BEJUNE), Biel/Bienne, Pruntrut, La Chaux-de-Fonds
- Pädagogische Hochschule Freiburg (HEP FR / PH FR)
- Pädagogische Hochschule Graubünden (PHGR), Chur
- Pädagogische Hochschule der Fachhochschule Nordwestschweiz (FHNW), Aarau, Basel, Brugg-Windisch AG, Liestal, Solothurn
- Pädagogische Hochschule St. Gallen (PHSG), Rorschach, St. Gallen
- Pädagogische Hochschule Luzern
- Pädagogische Hochschule Schaffhausen (PHSH), Schaffhausen
- Pädagogische Hochschule Schwyz (PHSZ), Goldau
- Pädagogische Hochschule Thurgau (PHTG), Kreuzlingen
- Haute école pédagogique du canton de Vaud (HEP Vaud), Lausanne
- Pädagogische Hochschule Wallis (HEP Valais / PH Wallis), Brig, Saint-Maurice
- Pädagogische Hochschule Zug
- Pädagogische Hochschule Zürich (PHZH), Zürich
- Scuola universitaria professionale della Svizzera italiana (SUPSI), Dipartimento formazione e apprendimento

## Übriges Europa
Litauen
- Bildungsakademie der Vytautas-Magnus-Universität

Polen
- Pädagogische Universität Krakau
- Akademie für Spezialpädagogik Warschau
- Pädagogische Hochschule Łódź

Russland
- siehe Liste der Pädagogischen Universitäten in Russland

Schweden
- Lehrerhochschule Stockholm, nun die Pädagogische Fakultät in der Universität Stockholm

## In Übersee

### China
- Pädagogische Universität Anhui
- Pädagogische Hochschule Changsha
- Pädagogische Universität Chongqing
- Pädagogische Universität Fujian
- Pädagogische Universität Guangxi
- Pädagogische Universität Guizhou
- Pädagogische Universität Harbin
- Pädagogische Universität Hebei
- Pädagogische Universität Hunan
- Pädagogische Universität Innere Mongolei
- Pädagogische Universität Jiangxi
- Pädagogische Universität Liaoning
- Pädagogische Universität Nanjing
- Pädagogische Universität Nordostchinas
- Pädagogische Universität Ostchina
- Pädagogische Universität Peking
- Pädagogische Universität Qinghai
- Pädagogische Universität Shaanxi
- Pädagogische Universität Sichuan
- Pädagogische Universität Südchinas
- Pädagogische Universität Südwestchinas
- Pädagogische Universität Tianjin
- Pädagogische Universität Xuzhou
- Pädagogische Universität Yunnan
- Pädagogische Universität Zentralchinas
- Pädagogische Universität Zhejiang

### Chile
- Deutsches Lehrerbildungsinstitut Wilhelm von Humboldt Santiago (LBI, Instituto Profesional Alemán Wilhelm von Humboldt: Pädagogische Hochschule chilenischen Rechtes)

### Japan
In Japan wurden Lehrer seit Mitte der 1870er Jahre in Normalschulen (jap. 師範学校, shihan gakkō), die von den Präfekturen getragen wurden, ausgebildet. Diese Normalschulen wurden 1943/44 vom Staat übernommen und 1949 entweder in Pädagogische Hochschulen umgewandelt, oder wurden Pädagogische Fakultäten von neu gegründeten staatlichen Universitäten. Später gegründet wurden nur die PH Miyagi (1965) und die PHs Jōetsu und Hyōgo (beide 1978). Darüber hinaus gibt es noch zahlreiche private Universitäten mit pädagogischen Fakultäten.
- Pädagogische Hochschule Hokkaidō
- Pädagogische Hochschule Miyagi
- Gakugei-Universität Tokio
- Pädagogische Hochschule Jōetsu
- Pädagogische Hochschule Aichi
- Pädagogische Hochschule Nara
- Pädagogische Hochschule Kyōto
- Pädagogische Hochschule Osaka
- Pädagogische Hochschule Hyōgo
- Pädagogische Hochschule Naruto
- Pädagogische Hochschule Fukuoka

### Namibia
- Caprivi College of Education, Katima Mulilo
- Rundu College of Education, Rundu
- Ongwediva College of Education, Ongwediva
- Windhoek College of Education, Windhoek